# Британский союзник
Британский союзник — щотижнева газета міністерства інформації Великої Британії, що виходила на території СРСР російською мовою. Газета розповсюджувалася у період Другої світової війни та після її закінчення накладом 50 тисяч примірників серед цивільного населення та у Червоній армії з дозволу керівних органів радянської влади.
Друк газети розпочався у травні 1942 року в Куйбишеві, де з осені 1941-го перебувало евакуйоване з Москви Британське посольство. У липні 1943 року посольство повернулося до Москви, де і продовжилося видання газети. «Британский союзник» виходив декілька років і після закінчення війни. Статті писали англійські журналісти, відповідальним редактором був прес-аташе Британського посольства в СРСР.
Через загострення політичних відносин між СРСР на і Великою Британією на початковому етапі «холодної війни» радянський уряд закрив газету в 1950 році.

## Тематика видання
Зовнішній вигляд «Британского союзника» упродовж усього періоду існування газети змінювався незначно. Кількість сторінок була в межах від восьми до дванадцяти. Важливе значення приділялося оформленню першої шпальти, де подавався інформаційно-хронікальний матеріал.
Газета «Британский союзник» стала багатоплановим історичним джерелом, яке комплексно подавало інформації як за змістом, так і за формою. У виданні були надруковані різноманітні свідчення про події на фронтах другої світової війни, матеріали про соціальний і політичний устрій Великої Британії, економічну історію, повідомлення про наукові та культурні події, інформацію про повсякденне життя та побут.
Газета регулярно друкувала матеріали про міжнародні відносини та британсько-радянські взаємини. Цій тематиці були присвячені як загальні оглядові статті, так і офіційні документи.
Газета широко висвітлювала соціально-економічне життя у Великій Британії, інформувала читачів про мітинги та зібрання в містах Англії, характеризувала побут і дозвілля англійських робітників. У газеті публікувалися численні матеріали з історії культури, техніки та науки, подавалися новини в галузі освіти, бібліографічні огляди.

## Газета у період війни
У період війни газета значну увагу приділяла висвітленню подій на різних театрах бойових дій. До літа 1944 основний аналіз битв стосувався Азії та Африки, а після відкриття другого фронту в Європі появилися загальні розвідки з військово-теоретичних питань щодо висадки військ союзників на території Франції, Італії та інших держав.
Значна частина матеріалу газети стосувалася нової техніки та зброї збройних сил Великої Британії, друкувалися біографії очільників військ союзників, солдатів та офіцерів британської та канадської армій, які відзначилися в боях. У газеті у хронологічній послідовності подавалося бомбардування авіацією союзницьких військ населених пунктів Німеччини, бомбардувань німецьким Люфтваффе населених пунктів Великої Британії. Друкувалися матеріали про німецькі ракетні снаряди «Фау-1» та «Фау-2».
Тривалий час «Британский союзник» стисло, побіжно, дотримуючись конспірації, описував доставку в СРСР північним маршрутом вантажів від союзників, у тому числі й з Англії. Лише взимку 1943 появилися розповіді про героїзм конвоїв, розпочалася регулярна публікація про нагородження британських моряків, які доставляли військові вантажі в СРСР.